# Milads tårn
Bordche Milad, Borj-e-Milad eller Milads tårn (persisk: برج میلاد) er Irans højeste tårn. Det 435 meter høje tårn i Teheran er det ottende højeste i verden. Bygningen blev påbegyndt i 2000 og stod færdig i 2007. Tårnet blev åbnet for offentligheden i 2008.